# تك باغستان (بنستان)
تك باغستان (بالفارسية: تک باغستان) هي قرية تقع في إيران في قسم بنستان الريفي. يقدر عدد سكانها بـ 8 نسمة .